# San Antonio Guaracha
San Antonio Guaracha es una localidad del estado mexicano de Michoacán. Es parte del municipio de Villamar.

## Toponimia
El nombre «San Antonio» hace referencia al santo patrono de la localidad: San Antonio de Padua. El nombre «Guaracha» proviene del purépecha: Cuarache. Su significado es «Huarache» o «Sandalia de cuero».

## Demografía
| Gráfica de evolución demográfica |
|                                  |

| Censo | Población |
| ----- | --------- |
| 1900  | 1186      |
| 1910  | 1267      |
| 1921  | 1262      |
| 1930  | 904       |
| 1940  | 1718      |
| 1950  | 2122      |
| 1960  | 2937      |
| 1970  | 3019      |
| 1980  | 1898      |
| 1990  | 2090      |
| 2000  | 2055      |
| 2010  | 1608      |
| 2020  | 1287      |